# Miejski Zakład Komunikacji w Krotoszynie

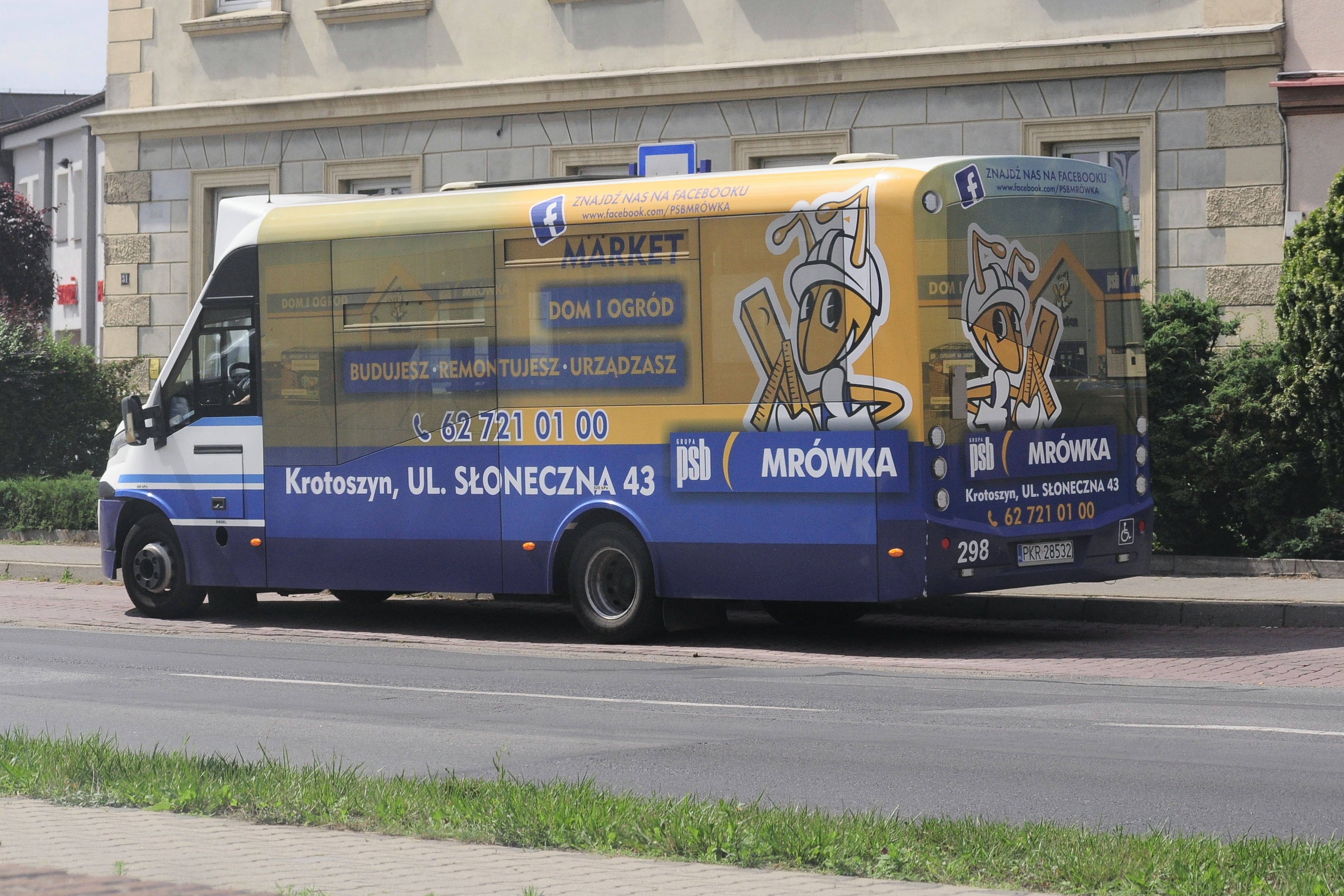
Mały autobus linii "M" w służbie od lipca 2023 na przystanku "Mickiewicza"

MZK Krotoszyn – przedsiębiorstwo komunikacji miejskiej świadczące usługi w zakresie transportu zbiorowego i turystyki indywidualnej. Obecnie realizuje przewozy pasażerskie w komunikacji miejskiej i podmiejskiej na terenie gminy Krotoszyn oraz w komunikacji międzymiastowej na terenie 7 gmin: Koźmin Wielkopolski, Jarocin, Ostrów Wielkopolski, Rozdrażew, Sulmierzyce, Zduny i Cieszków na siedemnastu liniach.

## Historia
Komunikacja miejska w Krotoszynie została uruchomiona w 28 kwietnia 1978 r. przez Zakład Komunikacji wchodzący w skład Wojewódzkiego Przedsiębiorstwa Komunikacji Miejskiej w Kaliszu. Na początek funkcjonowały trzy linie: linia nr 1 z ul. Kopieczki do Zdun, linia nr 2 z Dworca PKS do Orpiszewa i linia nr 3 z ul. Marchlewskiego (obecnie ul. Grudzielskiego) na ul. Gorzupską. Na początku Zakład Komunikacji dysponował 4 autobusami: dwoma Autosanami, Sanem i Jelczem. W 1982 roku Zakład Komunikacji Miejskiej przejęty został przez gminę i funkcjonował w ramach Przedsiębiorstwa Gospodarki Komunalnej i Mieszkaniowej w Krotoszynie. W 1991 rozpoczęto proces przekształceniowy Przedsiębiorstwa Gospodarki Komunalnej i Mieszkaniowej w Krotoszynie, który zakończono w 1995 r. utworzeniem m.in. zakładu budżetowego o nazwie Miejski Zakład Komunikacji w Krotoszynie. W 2008 r. rozpoczęto prace nad przekształceniem MZK w spółkę z ograniczoną odpowiedzialnością. Od 1 stycznia 2009 funkcjonuje MZK sp. z o.o. w Krotoszynie. Od 2005 roku spółka sukcesywnie unowocześnia swój tabor pojazdami marki Solbus. W 2017 roku w ramach programu WRPO 2014-2020, zakupiono 7 nowych autobusów marki Iveco i wprowadzono sprzedaż e-biletów okresowych.
Miejski Zakład Komunikacji w Krotoszynie obsługuje 17 linii autobusowych (w tym 3 linie specjalne na terenie gminy Zduny, które w ramach dowozu dzieci do szkół są dostępne dla innych mieszkańców gminy Zduny).

## Linie autobusowe
| Numer linii                            | Opis trasy |
| -------------------------------------- | --- |
| 1                                      | - Dworzec PKS – Kobylińska – Floriańska – Sienkiewicza – Zdunowska – Perzyce – Zduny – Cieszków - Cieszków – Zduny –Perzyce – Zdunowska – Sienkiewicza – Floriańska – Kobylińska – Dworzec PKS |
| 2                                      | - Dworzec PKS – Kobylińska – Mickiewicza – Raszkowska – Mahle – Kobierno – Tomnice – Jasne Pole –Duszna Górka – Orpiszew – Janów - Janów – Orpiszew – Duszna Górka – Jasne Pole – Tomnice – Kobierno – Mahle – Raszkowska – Mickiewicza – Kobylińska – Dworzec PKS |
| 2L                                     | - Dworzec PKS – Kobylińska – Mickiewicza – Raszkowska – Mahle – Kobierno – Tomnice – Jasne Pole –Duszna Górka – Orpiszew – Janów - Janów – Orpiszew – Duszna Górka – Jasne Pole – Tomnice – Kobierno – Mahle – Raszkowska – Mickiewicza – Kobylińska – Dworzec PKS |
| 3                                      | - ul. Floriańska – Kobylińska – Lutogniew – Romanów – Starygród – Kuklinów – Dzierżanów Wlkp. - Dzierżanów Wlkp. – Romanów – Lutogniew – Kobylińska – ul. Floriańska |
| 3D                                     | - ul. Floriańska – Kobylińska – Jagiełły – Lutogniew – Wróżewy – Benice - Benice – Wróżewy – Lutogniew – Jagiełły – Kobylińska – Floriańska – Sienkiewicza – Zdunowska – ul. Bolewskiego |
| 4                                      | - Dworzec PKS – Kobylińska – Piastowska – Floriańska – Mickiewicza – Koźmińska – Bożacin – Raciborów – Benice – Ustków – Wronów – Unisław – Wielowieś - Wielowieś – Unisław – Wronów – Ustków – Benice – Raciborów – Bożacin – Koźmińska – Mickiewicza – Floriańska – Piastowska – Kobylińska – Dworzec PKS                                                             |
| 5                                      | - Dworzec PKS – Kobylińska – Floriańska – Sienkiewicza – Zdunowska – Bolewskiego – Ogrodowskiego – Ostrowska – Sulmierzycka – Biadki – Chwaliszew – Sulmierzyce - Sulmierzyce – Chwaliszew – Biadki – Sulmierzycka – Ostrowska – Ogrodowskiego – Bolewskiego – Zdunowska – Sienkiewicza – Floriańska – Kobylińska – Dworzec PKS                                         |
| 6                                      | - ul. Floriańska – Kobylińska – Dworzec PKS – Mickiewicza – Koźmińska – Kozala – Nowy Folwark – Brzoza – Henryków – Dzielice – Rozdrażew - Rozdrażew – Dzielice – Henryków – Brzoza – Nowy Folwark – Kozala – Koźmińska – Mickiewicza – Dworzec PKS – Kobylińska – ul. Floriańska                                                                                       |
| 7                                      | - Dworzec PKS – Kobylińska – Floriańska – Sienkiewicza – Zdunowska – Łąkowa – Ogrodowskiego – Ostrowska – Stawna – Gorzupska – Gorzupia – Biadki – Świnków - Świnków – Gorzupia – Gorzupska – Stawna – Ostrowska – Ogrodowskiego – Łąkowa – Zdunowska – Sienkiewicza – Floriańska – Kobylińska – Dworzec PKS                                                            |
| 8                                      | - Dworzec PKS – Kobylińska – Floriańska – Sienkiewicza – Zdunowska – Konarzew – Baszków – Bestwin – Ruda - Ruda – Bestwin – Baszków – Konarzew – Zdunowska – Sienkiewicza – Floriańska – Kobylińska – Dworzec PKS |
| 9                                      | - Dworzec PKS – Kobylińska – Mickiewicza – Raszkowska – Mahle – Kobierno – Różopole – Roszki - Roszki – Różopole – Kobierno – Raszkowska – Mickiewicza – Kobylińska – Dworzec PKS |
| 10                                     | - Dworzec PKS – Kobylińska – Floriańska – Sienkiewicza – Zdunowska – Perzyce – Zduny – Chachalnia - Chachalnia – Zduny – Perzyce – Zdunowska – Piastowska – Mały Rynek – Kobylińska – Dworzec PKS |
| J                                      | - Dworzec PKS – Kobylińska – Piastowska – Floriańska – Mickiewicza – Koźmińska – Bożacin – Wolenice – Czarny Sad – Lipowiec – Koźmin Wlkp. – Nowa Obra – Wałków – Golina – Jarocin - Jarocin – Golina – Wałków – Nowa Obra – Koźmin Wlkp. – Lipowiec – Czarny Sad – Wolenice – Bożacin – Koźmińska – Mickiewicza – Floriańska – Piastowska – Kobylińska – Dworzec PKS   |
| K                                      | - Dworzec PKS – Floriańska – Sienkiewicza – Ogrodowskiego – Ostrowska – Sulmierzycka – Smoszew – Biadki – Warszty – Mazury – Daniszyn – Łąkociny – Lamki – Zacharzew – Ostrów Wlkp. - Ostrów Wlkp. – Zacharzew – Lamki – Łąkociny – Daniszyn – Mazury – Warszty – Biadki – Smoszew – Sulmierzycka – Ostrowska – Ogrodowskiego – Sienkiewicza – Floriańska – Dworzec PKS |
| Linie specjalne na terenie gminy Zduny | |
| Z-2                                    | - Konarzew – Baszków – Zduny - Zduny – Baszków – Konarzew |
| Z-3                                    | - Zduny – Siejew – Piaski – Baszków – Bestwin – Ruda - Ruda – Bestwin – Baszków – Piaski – Siejew – Zduny |
| Z-4                                    | - Konarzew – Perzyce – Zduny – Chachalnia - Chachalnia – Zduny – Perzyce – Konarzew |

## Tabor
| Model autobusu                                        | przewóz osób na wózkach                               | pojazd niskopodłogowy                                 | klimatyzacja przestrzeni pasażerskiej                 | W eksploatacji w MZK                                  | Średni wiek pojazdów                                  | Liczba pojazdów |
| Autokary                                              | Autokary                                              | Autokary                                              | Autokary                                              | Autokary                                              | Autokary                                              | Autokary        |
| ----------------------------------------------------- | ----------------------------------------------------- | ----------------------------------------------------- | ----------------------------------------------------- | ----------------------------------------------------- | ----------------------------------------------------- | --------------- |
| Bova Futura FHD 12-370                                |                                                       |                                                       | klimatyzacja przestrzeni pasażerskiej                 | 2005                                                  | 20                                                    | 1               |
| Fast Scoler II                                        |                                                       |                                                       | klimatyzacja przestrzeni pasażerskiej                 | 2012                                                  | 19                                                    | 1               |
| Solbus SL11                                           |                                                       |                                                       | klimatyzacja przestrzeni pasażerskiej                 | 2011                                                  | 8                                                     | 1               |
| Autobusy                                              |                                                       |                                                       |                                                       |                                                       |                                                       |                 |
| Isuzu Citybus                                         | przewóz osób na wózkach                               | pojazd niskopodłogowy                                 | klimatyzacja przestrzeni pasażerskiej                 | 2012                                                  | 10                                                    | 1               |
| Iveco Crossway 10,8 LE                                | przewóz osób na wózkach                               | pojazd niskopodłogowy                                 |                                                       | 2017                                                  | 2                                                     | 4               |
| Iveco Crossway 12 LE                                  | przewóz osób na wózkach                               | pojazd niskopodłogowy                                 | klimatyzacja przestrzeni pasażerskiej                 | 2015                                                  | 2,6                                                   | 3               |
| Iveco SKD Stratos LF38                                | przewóz osób na wózkach                               | pojazd niskopodłogowy                                 |                                                       | 2017                                                  | 2                                                     | 1               |
| Solbus B9,5                                           | przewóz osób na wózkach                               | pojazd niskopodłogowy                                 |                                                       | 2006                                                  | 14                                                    | 2               |
| Solbus SC10                                           | przewóz osób na wózkach                               | pojazd niskopodłogowy                                 |                                                       | 2013                                                  | 6                                                     | 1               |
| Solbus SN11                                           | przewóz osób na wózkach                               | pojazd niskopodłogowy                                 |                                                       | 2005                                                  | 10,2                                                  | 8               |
| Ilość pojazdów w MZK Krotoszyn                        | Ilość pojazdów w MZK Krotoszyn                        | Ilość pojazdów w MZK Krotoszyn                        | Ilość pojazdów w MZK Krotoszyn                        | Ilość pojazdów w MZK Krotoszyn                        | Ilość pojazdów w MZK Krotoszyn                        | 23              |
| Średni wiek pojazdów                                  | Średni wiek pojazdów                                  | Średni wiek pojazdów                                  | Średni wiek pojazdów                                  | Średni wiek pojazdów                                  | Średni wiek pojazdów                                  | 4,1             |
| Udział autobusów przystosowanych do niepełnosprawnych | Udział autobusów przystosowanych do niepełnosprawnych | Udział autobusów przystosowanych do niepełnosprawnych | Udział autobusów przystosowanych do niepełnosprawnych | Udział autobusów przystosowanych do niepełnosprawnych | Udział autobusów przystosowanych do niepełnosprawnych | 87%             |
| Udział autobusów klimatyzowanych                      | Udział autobusów klimatyzowanych                      | Udział autobusów klimatyzowanych                      | Udział autobusów klimatyzowanych                      | Udział autobusów klimatyzowanych                      | Udział autobusów klimatyzowanych                      | 26%             |

| Model pojazdu                                          | przewóz osób na wózkach                                | pojazd niskopodłogowy                                  | klimatyzacja przestrzeni pasażerskiej                  | W eksploatacji w MZK                                   | Średni wiek pojazdów                                   | Liczba pojazdów |
| ------------------------------------------------------ | ------------------------------------------------------ | ------------------------------------------------------ | ------------------------------------------------------ | ------------------------------------------------------ | ------------------------------------------------------ | --------------- |
| Iveco Dekstra F30                                      |                                                        |                                                        | klimatyzacja przestrzeni pasażerskiej                  | 2018                                                   | 0                                                      | 1               |
| Mercedes-Benz 519 CDI                                  |                                                        |                                                        | klimatyzacja przestrzeni pasażerskiej                  | 2012                                                   | 6                                                      | 1               |
| Volkswagen LT46 TDI                                    | przewóz osób na wózkach                                |                                                        | klimatyzacja przestrzeni pasażerskiej                  | 2002                                                   | 16                                                     | 1               |
| Volkswagen T5 Caravelle                                |                                                        |                                                        | klimatyzacja przestrzeni pasażerskiej                  | 2013                                                   | 5                                                      | 1               |
| Ilość pojazdów w MZK Krotoszyn                         | Ilość pojazdów w MZK Krotoszyn                         | Ilość pojazdów w MZK Krotoszyn                         | Ilość pojazdów w MZK Krotoszyn                         | Ilość pojazdów w MZK Krotoszyn                         | Ilość pojazdów w MZK Krotoszyn                         | 4               |
| Średni wiek pojazdów                                   | Średni wiek pojazdów                                   | Średni wiek pojazdów                                   | Średni wiek pojazdów                                   | Średni wiek pojazdów                                   | Średni wiek pojazdów                                   | 6,7             |
| Udział samochodów przystosowanych do niepełnosprawnych | Udział samochodów przystosowanych do niepełnosprawnych | Udział samochodów przystosowanych do niepełnosprawnych | Udział samochodów przystosowanych do niepełnosprawnych | Udział samochodów przystosowanych do niepełnosprawnych | Udział samochodów przystosowanych do niepełnosprawnych | 25%             |
| Udział samochodów klimatyzowanych                      | Udział samochodów klimatyzowanych                      | Udział samochodów klimatyzowanych                      | Udział samochodów klimatyzowanych                      | Udział samochodów klimatyzowanych                      | Udział samochodów klimatyzowanych                      | 100%            |